# جامعة شرق أوروبا الوطنية بأسم ليسي أوكرانيا
جامعة شرق أوروبا الوطنية بأسم ليسي أوكرانيا (بالأوكرانية: Східноєвропейський національний університет імені Лесі Українки) تقع هذه الجامعة في مدينة لوتسك في شمال غرب أوكرانيا وتصنف في مستوى الاعتماد الرابع حسب تصنيف وزارة التربية والتعليم والعلوم الأوكرانية.
.

## التأسيس
أسست الجامعة عام 1940 بأسم معهد لوتسك الحكومي، انتسب 135 طالب وطالبة في السنة الأولى للمعهد، وفتحب فيها أربعة اقسام، قسم فقه اللغة الأوكرانية والروسية والعلوم الطبيعية والجعرافيا والمراسلات
كان المعهد في البداية يعاني من ضعف الموارد المادية، وتلقى الدعم من معهد بولتافا التربوي، وتم تعيين أول مدير للمعهد أيفان تاراسفيج سكوروف
وفي عام 1941 توفق العمل في المعهد بسبب الحرب، وفي عام 1951 تم تحديث المعهد وسمي بأسم المعهد التربوي للمعلمين وبعد عام أصبح بأسم ليسي أوكرانيا وفيه 9 كليات، وبتأريخ 16 يوليو 1993 وقع الرئيس الأوكراني ليونيد كرافتشوك مرسوما بشأن إنشاء جامعة لوتسك الوطنية فيما بعد وقع الرئيس الأوكراني بتأريخ 26 سبتمبر 2007 واصبحت جامعة لوتسك الوطنية بأسم ليسي أوكرانيا، وفي عام 2012 أصبحت بأسم (جامعة شرق أوروبا الوطنية بأسم ليسي أوكرانيا).

## المعاهد والكليات
- معهد التربية البدنية والصحة
- معهد العلوم الاجتماعية
- معهد الفنون
- معهد الاقتصاد والإدارة
- معهد اللغات
- معهد فقه اللغة والصحافة
- كلية علم النفس
- كلية التاريخ
- قسم الكيمياء
- كلية البيولوجيا
- كلية الرياضيات
- كلية الحقوق
- كلية العلاقات الدولية
- قسم الفيزياء
- كلية الجغرافيا